# باتريك فيري
باتريك فيري (بالإنجليزية: Patrick Phiri)‏ هو لاعب كرة قدم ومدرب كرة قدم زامبي في مركز الوسط، ولد في 3 مايو 1956 في لوانشيا في زامبيا. لعب مع نادي ريد أروس ونادي نكانا.

## وصلات خارجية
- باتريك فيري على موقع قاعدة بيانات كرة القدم.إي يو (الإنجليزية)
- باتريك فيري على موقع Soccerway.com (الإنجليزية)